# 艾奇遜縣 (密蘇里州)
艾奇遜县（英語：Atchison County）是美国密蘇里州西北角的一個縣，北鄰艾奥瓦州，西隔密苏里河與內布拉斯加州相望，面積1,418平方公里。根據2020年美國人口普查，共有人口5,305人。縣治羅克波特。該縣成立於1835年2月14日，縣名紀念來自該州的聯邦參議員戴维·赖斯·艾奇逊（David R. Atchison）。